# Ван Янь
Ван Янь (кит. упр. 王妍, нар. 30 жовтня 1999 року) — китайська спортивна гімнастка. Срібна призерка чемпіонату світу зі спортивної гімнастики в командній першості, дворазова чемпіонка Юнацьких олімпійських ігор (колода і опорний стрибок) у Нанкіні.

## 2015
У червні взяла участь у чемпіонаті Китаю зі спортивної гімнастики, де виграла золото у вільних вправах і в опорному стрибку і срібло в багатоборстві, програвши тільки Шан Чуньсун. Успіхи на цьому чемпіонаті дозволили Ван пройти відбір у національну збірну Китаю на чемпіонат світу зі спортивної гімнастики в Глазго, де зайняла друге місце в командній першості.